# Nyong-et-Mfoumou
Pour les articles homonymes, voir Nyong (homonymie).
Le Nyong-et-Mfoumou est un département situé dans la région du Centre au Cameroun. Son chef-lieu est Akonolinga.

## Organisation territoriale
Le département est découpé en 5 arrondissements et/ou communes :
- Akonolinga
- Ayos
- Endom
- Mengang
- Nyakokombo (Kobdombo)